# Ceryx sarganica
Ceryx sarganica là một loài bướm đêm thuộc phân họ Arctiinae, họ Erebidae.